# 한국민사소송법학회
사단법인 한국민사소송법학회(韓國民事訴訟法學會, Korean Association Of The Law Of Civil Procedure)는 민사소송법학 관련 분야의 연구 및 발표, 관련 학회 및 단체와의 협력을 통해 민사소송법학 분야의 발전에 기여하는 목적으로 1992년 2월 17일에 설립된 학술단체이다. 연구발표회 및 학술강연회를 개최, 학회지를 비롯한 간행물 발행, 국내외 학회와의 학술교류 등을 활동하고 있다. 학회지 《민사소송》을 발간하고 있다.

## 주요 사업
- 연구발표회 및 학술강연회의 개최
- 학술지 기타 간행물의 발간
- 외국학계와의 교류
- 기타 목적 달성에 필요한 사업

## 조직
- 고문
- 명예회장
- 회장
- 제1부회장
- 제2부회장
- 연구출판부회장
- 기획홍보부회장
- 서울지역 부회장
- 중부지역 부회장
- 영남지역 부회장
- 호남지역 부회장
- 강원지역 부회장
- 감사
- 상임이사
  - 국제협력이사(일본)
  - 국제협력이사(영미)
  - 국제협력이사(독일)
  - 국제협력이사(중국)
  - 섭외이사
  - 정보이사
  - 총무이사(학계)
  - 총무이사(실무)
  - 기획이사(총괄)
  - 기획이사(학진/사업)
  - 기획이사(학회)
  - 연구이사(총괄)
  - 연구이사(학진)
  - 출판이사
  - 재무이사
  - 홍보이사(학계)
  - 홍보이사(실무)
- 이사

## 학술지
- 《민사소송》[1]